# Ayuntamiento de Valdepeñas (Ciudad Real)
El Ayuntamiento de Valdepeñas es el órgano encargado del gobierno y administración del municipio de Valdepeñas, situado en la provincia de Ciudad Real, Castilla-La Mancha, España. Está presidido por el alcalde. En 2023 ocupa dicho cargo Jesús Martín Rodríguez, del PSOE. Esta administración tiene su sede en la plaza de España.

## Alcaldes
| Periodo   | Nombre                                      | Partido                                  |
| --------- | ------------------------------------------- | ---------------------------------------- |
| 1979-1983 | Esteban López Vega                          | Unión de Centro Democrático (UCD)        |
| 1983-1987 | Esteban López Vega                          | Alianza Popular (AP)                     |
| 1987-1991 | Esteban López Vega                          | Alianza Popular (AP)                     |
| 1991-1995 | Salvador Galán Ruiz-Poveda                  | Partido Socialista Obrero Español (PSOE) |
| 1995-1999 | Victoriano González de la Aleja y Saludador | Partido Socialista Obrero Español (PSOE) |
| 1999-2003 | Rafael Martínez del Carnero Calzada         | Partido Popular (PP)                     |
| 2003-2007 | Jesús Martín Rodríguez                      | Partido Socialista Obrero Español (PSOE) |
| 2007-2011 | Jesús Martín Rodríguez                      | Partido Socialista Obrero Español (PSOE) |
| 2011-2015 | Jesús Martín Rodríguez                      | Partido Socialista Obrero Español (PSOE) |
| 2015-2019 | Jesús Martín Rodríguez                      | Partido Socialista Obrero Español (PSOE) |
| 2019-2023 | Jesús Martín Rodríguez                      | Partido Socialista Obrero Español (PSOE) |
| 2023-act. | Jesús Martín Rodríguez                      | Partido Socialista Obrero Español (PSOE) |

## Pleno
| Partido político | Partido político                                                    | 2023   | 2019   | 2015   | 2011   | 2007   | 2003   | 1999   | 1995   | 1991   | 1987   | 1983   | 1979   |
| Partido político | Partido político                                                    | Ediles | Ediles | Ediles | Ediles | Ediles | Ediles | Ediles | Ediles | Ediles | Ediles | Ediles | Ediles |
|                  | Partido Socialista Obrero Español (PSOE)                            | 10     | 11     | 11     | 11     | 15     | 12     | 10     | 10     | 15     | 9      | 8      | 3      |
|                  | Partido Popular (PP)-Alianza Popular (AP)                           | 6      | 4      | 5      | 6      | 5      | 9      | 11     | 10     | 6      | 11     | 3      | –      |
|                  | Vox                                                                 | 3      | 2      | —      | —      | —      | —      | —      | —      | —      | —      | —      | —      |
|                  | Izquierda Unida (IU)-Partido Comunista de España (PCE)              | 2      | 2      | 3      | 1      | 0      | 0      | 0      | 1      | 0      | 0      | 0      | 0      |
|                  | Podemos-Equo                                                        | IU     | 1      | —      | —      | —      | —      | —      | —      | —      | —      | —      | —      |
|                  | Ciudadanos (CS)                                                     | —      | 1      | 0      | —      | —      | —      | —      | —      | —      | —      | —      | —      |
|                  | Unión de Ciudadanos Independientes (UCIN)                           | —      | —      | 2      | —      | —      | —      | —      | —      | —      | —      | —      | —      |
|                  | Pueblo, Libertad y Justicia (PLJ)                                   | —      | —      | —      | 3      | 1      | —      | —      | —      | —      | —      | —      | —      |
|                  | Centro Democrático y Social (CDS)-Unión de Centro Democrático (UCD) | –      | –      | –      | –      | –      | –      | –      | –      | 0      | 1      | –      | 18     |

## Resultados electorales históricos
| Partido político                                                    | 2023                     | 2023                     | 2023                     | 2019  | 2019  | 2019       | 2015  | 2015  | 2015       | 2011  | 2011  | 2011       | 2007  | 2007  | 2007       | 2003  | 2003  | 2003       | 1999  | 1999  | 1999       | 1995  | 1995  | 1995       | 1991  | 1991  | 1991       | 1987  | 1987  | 1987       | 1983  | 1983  | 1983       | 1979  | 1979  | 1979       |
| Partido político                                                    | %                        | Votos                    | Concejales               | %     | Votos | Concejales | %     | Votos | Concejales | %     | Votos | Concejales | %     | Votos | Concejales | %     | Votos | Concejales | %     | Votos | Concejales | %     | Votos | Concejales | %     | Votos | Concejales | %     | Votos | Concejales | %     | Votos | Concejales | %     | Votos | Concejales |
| Partido Socialista Obrero Español (PSOE)                            | 43,21                    | 6167                     | 10                       | 49,25 | 6837  | 11         | 45,24 | 6668  | 11         | 46,42 | 7312  | 11         | 64,18 | 9795  | 15         | 50,30 | 7433  | 12         | 43,10 | 5954  | 10         | 44,18 | 6270  | 10         | 68,43 | 8655  | 15         | 42,36 | 5138  | 9          | 39,20 | 4569  | 8          | 17,30 | 1909  | 3          |
| Partido Popular (PP)-Alianza Popular (AP)                           | 29,84                    | 4260                     | 6                        | 19,73 | 2740  | 4          | 22,80 | 3361  | 5          | 27,72 | 4367  | 6          | 21,37 | 3261  | 5          | 38,58 | 5702  | 9          | 45,58 | 6296  | 11         | 42,39 | 6015  | 10         | 26,45 | 3346  | 6          | 47,03 | 5704  | 11         | 59,41 | 6925  | 3          | –     | –     | –          |
| Vox                                                                 | 13,22                    | 1887                     | 3                        | 8,21  | 1140  | 2          | —     | —     | —          | —     | —     | —          | —     | —     | —          | —     | —     | —          | —     | —     | —          | —     | —     | —          | —     | —     | —          | —     | —     | —          | —     | —     | —          | —     | —     | —          |
| Izquierda Unida (IU)-Partido Comunista de España (PCE)              | 11,95                    | 1706                     | 2                        | 8,38  | 1164  | 2          | 12,78 | 1884  | 3          | 7,54  | 1188  | 1          | 4,13  | 631   | 0          | 4,93  | 729   | 0          | 4,33  | 598   | 0          | 6,17  | 876   | 1          | 2,17  | 274   | 0          | 3,10  | 376   | 0          | 1,40  | 163   | 0          | 3,89  | 429   | 0          |
| Podemos-Equo                                                        | Con Izquierda Unida (IU) | Con Izquierda Unida (IU) | Con Izquierda Unida (IU) | 5,66  | 786   | 1          | —     | —     | —          | —     | —     | —          | —     | —     | —          | —     | —     | —          | —     | —     | —          | —     | —     | —          | —     | —     | —          | —     | —     | —          | —     | —     | —          | —     | —     | —          |
| Ciudadanos (CS)                                                     | —                        | —                        | —                        | 7,21  | 1002  | 1          | 3,72  | 548   | 0          | —     | —     | —          | —     | —     | —          | —     | —     | —          | —     | —     | —          | —     | —     | —          | —     | —     | —          | —     | —     | —          | —     | —     | —          | —     | —     | —          |
| Unión de Ciudadanos Independientes (UCIN)                           | —                        | —                        | —                        | —     | —     | —          | 10,99 | 1620  | 2          | —     | —     | —          | —     | —     | —          | —     | —     | —          | —     | —     | —          | —     | —     | —          | —     | —     | —          | —     | —     | —          | —     | —     | —          | —     | —     | —          |
| Pueblo, Libertad y Justicia (PLJ)                                   | —                        | —                        | —                        | —     | —     | —          | —     | —     | —          | 14,31 | 2254  | 3          | 8,38  | 1279  | 1          | —     | —     | —          | —     | —     | —          | —     | —     | —          | —     | —     | —          | —     | —     | —          | —     | —     | —          | —     | —     | —          |
| Centro Democrático y Social (CDS)-Unión de Centro Democrático (UCD) | –                        | –                        | –                        | –     | –     | –          | –     | –     | –          | –     | –     | –          | –     | –     | –          | –     | –     | –          | –     | –     | –          | –     | –     | –          | 1,97  | 249   | 0          | 6,14  | 745   | 1          | –     | –     | –          | 78,81 | 8698  | 18         |

## Evolución de la deuda viva municipal
El concepto de deuda viva contempla sólo las deudas con cajas y bancos relativas a créditos financieros, valores de renta fija y préstamos o créditos transferidos a terceros, excluyéndose, por tanto, la deuda comercial.
| Gráfica de evolución de la deuda viva del Ayuntamiento entre 2008 y 2023                             |
| |
| Deuda viva del Ayuntamiento de Valdepeñas, en miles de euros, según datos del Ministerio de Hacienda |